# Cynorkis buchwaldiana
Cynorkis buchwaldiana är en orkidéart som beskrevs av Friedrich Fritz Wilhelm Ludwig Kraenzlin. Cynorkis buchwaldiana ingår i släktet Cynorkis, och familjen orkidéer.

## Underarter
Arten delas in i följande underarter:
- C. b. braunii
- C. b. buchwaldiana